# Lies Bonnier
Pour les articles homonymes, voir Bonnier.
Elisabeth Johanna Maria « Lies » Bonnier, née le 8 juillet 1925 à Bois-le-Duc et morte le 22 août 2021 à Gooise Meren, est une nageuse néerlandaise ayant remporté une médaille d'argent aux championnats d'Europe de natation 1950 sur 200 mètres brasse. En 1952, après avoir remporté un titre national, elle participe à la même épreuve aux Jeux olympiques d'été à Helsinki, mais est éliminée dès les séries. Le 17 novembre 1953, elle épouse Chris Burg. Lies Bonnier décède le 22 août 2021, à l'âge de 96 ans.